# Betty Aberlin
Betty Aberlin (nacida Betty Kay Ageloff ; 30 de diciembre de 1942) es una actriz, poeta y escritora estadounidense. Es más conocida como Lady Aberlin en Mister Rogers' Neighborhood, un papel que desempeñó durante los 33 años que duró el programa.

## Vida y carrera
Nacida como Betty Kay Ageloff en la ciudad de Nueva York, Aberlin creció en una familia judía (que luego cambió su apellido a Aberlin)   y asistió a escuelas públicas en Queens y Staten Island. En Staten Island, asistió a Curtis High School, donde se graduó en 1959. Se graduó en Bennington College y estudió arte, danza moderna y literatura con Howard Nemerov y Bernard Malamud.
Hizo su debut en el Phoenix Theatre en 1954 en Sandhog, una ópera folklórica de Waldo Salt y Earl Robinson.
Aberlin tuvo un papel regular como Lady Aberlin durante 33 años en la serie de televisión infantil Mister Rogers' Neighborhood. Lady Aberlin era la sobrina de King Friday y frecuentemente el personaje "principal" de los segmentos de Neighborhood of Make-Believe. A menudo era el único personaje de tamaño completo en los segmentos, actuaba como una especie de hermana mayor sensata tanto para los títeres como para el público,  y como sustituta del público, proporcionando exposición de la narrativa de la historia. Ocasionalmente se la podía ver bailando por el vecindario cuando estaba sola. A veces apodada "Lady A", también actuó como madre sustituta de Daniel Tiger.
También apareció en The Smothers Brothers Show (1975) y en varios anuncios de televisión. Durante un breve tiempo hizo un programa de radio nocturno en WYEP-FM en Pittsburgh, una estación que ella ayudó a fundar. El programa incluía jazz, comedia y algunas artes habladas y poesía. WYEP es una estación no comercial, apoyada por la comunidad, de música, artes y asuntos públicos progresivos. Aberlin escribió e interpretó una secuencia para The 90's de ACRE TV —"Stop Me Before I Love Again"— en un programa temático sobre el envejecimiento, que se transmitió por PBS.
Aberlin interpretó a la corista Cheryl y luego interpretó a Heather en la producción de Joseph Papp de 1978 de I'm Getting My Act Together and Taking it on the Road de Cryer & Ford en el Teatro Público del Festival Shakespeare de Nueva York en Nueva York. y en el camino. 
En 1980-1981, Aberlin interpretó a la hermana de Meryl Streep en Alice in Concert de Elizabeth Swados,  basada en Alicia en el país de las maravillas, tanto en The Public Theatre como en una versión televisiva de 1982, Alice at the Palace. 
Más adelante en su carrera, Aberlin formó amistad con Kevin Smith  y apareció en varias de sus películas, incluidas Dogma (1999), Jersey Girl (2004), Zack and Miri Make a Porno (2008), Red State (2011)), y como la Sra. B en La película de las 4:30 (2024). 

### Escritos
Como contribución al sitio web literario "Fresh Yarn", en 2005 se publicó el ensayo de Aberlin The Blonding of America . En el ensayo comenta sobre el privilegio y la apariencia física. El punto de partida de su reflexión es la compra de una peluca rubia para disimular sus primeras canas. Al usar la peluca, Aberlin es consciente de cómo borra los rasgos raciales o étnicos y de cómo su nueva apariencia evoca un estereotipo femenino más glamoroso. Ella observa cómo este cambio en su apariencia produce un cambio de conciencia: "Me pongo [la peluca] y ya ni siquiera me doy cuenta de las personas sin hogar". Ella concluye el ensayo: "Más tarde esa noche, vi un autobús escolar amarillo, lleno de jasidim. En la ventana trasera del autobús, cubierta de hollín, alguien había dibujado una esvástica. Les diré... ciertamente se siente un poco más seguro...ser rubio."
En 2008, Aberlin publicó una colección de poemas, The White Page Poems, como complemento de A Book of Strife, in the Form of the Diary of an Old Soul, una colección de poemas de 1880 de George MacDonald. La edición original del libro de MacDonald tenía una página en blanco frente a cada poema. 

## En la cultura popular
El músico Jonathan Coulton escribió la canción "Lady Aberlin's Muumuu" sobre el personaje de Mister Rogers de Aberlin.